# Amphisbaena nigricauda
Amphisbaena nigricauda este o specie de reptile din genul Amphisbaena, familia Amphisbaenidae, ordinul Squamata, descrisă de Gans 1966. Conform Catalogue of Life specia Amphisbaena nigricauda nu are subspecii cunoscute.